# 艾丽西亚·莫利克
艾丽西亚·莫利克（Alicia Molik，1981年1月27日—），澳大利亚职业网球运动员，曾获得澳大利亚网球公开赛女子双打（2005年）、法国网球公开赛女子双打（2007年）冠军和2004年雅典奥运会女子单打铜牌。
她的網球生涯隨著在2005年患耳疾而終結。

## 資料來源
1. ↑  .   [2008-12-17]. （原始内容存档于2021-05-14）.

## 外部連結
- 艾丽西亚·莫利克的国际女子网球协会官方資料（英文）
- 艾丽西亚·莫利克的國際網球總會 職業／青少年 官方資料（英文）
- Fed Cup - Player profile - Alicia MOLIK (AUS) （页面存档备份，存于）